# Burgh Island
Burgh Island ist eine im Privatbesitz befindliche 11 Hektar große Gezeiteninsel in der Bigbury Bay, nahe dem Küstenort Bigbury-on-Sea, etwa 24 Kilometer südöstlich von Plymouth, an der Südküste von Devon in England.
Auf der von felsigen Buchten und hohen Klippen gesäumten Insel, die Vogelkolonien Schutz bieten, gibt es neben mehreren Cottages und neben einer mittelalterlichen Ruine nur zwei Gebäude von Bedeutung – das im Stil des Art déco entworfene Burgh Island Hotel und die auf das 14. Jahrhundert zurückgehende kleinere Gastwirtschaft The Pilchard Inn.

## Geschichte
Die Spuren der Besiedlung lassen sich bis ins Jahr 1000 v. Chr. zurückverfolgen, als sich die Phönizier auf der Insel ansiedelten und Gewürze gegen heimische Metalle wie Zinn tauschten. Die folgenden Jahrhunderte über wurde die Insel von Mönchen bewohnt, die in ruhiger Einkehr miteinander lebten und sich dem Brauen von Honigwein widmeten. Davon zeugen heute Ruinen einer mittelalterlichen Kapelle. Die Mönche wurden von der einheimischen Bevölkerung unterstützt, die Burgh Island jahrhundertelang für den Sardinenfang nutzten.

## Verbindungen zum Festland

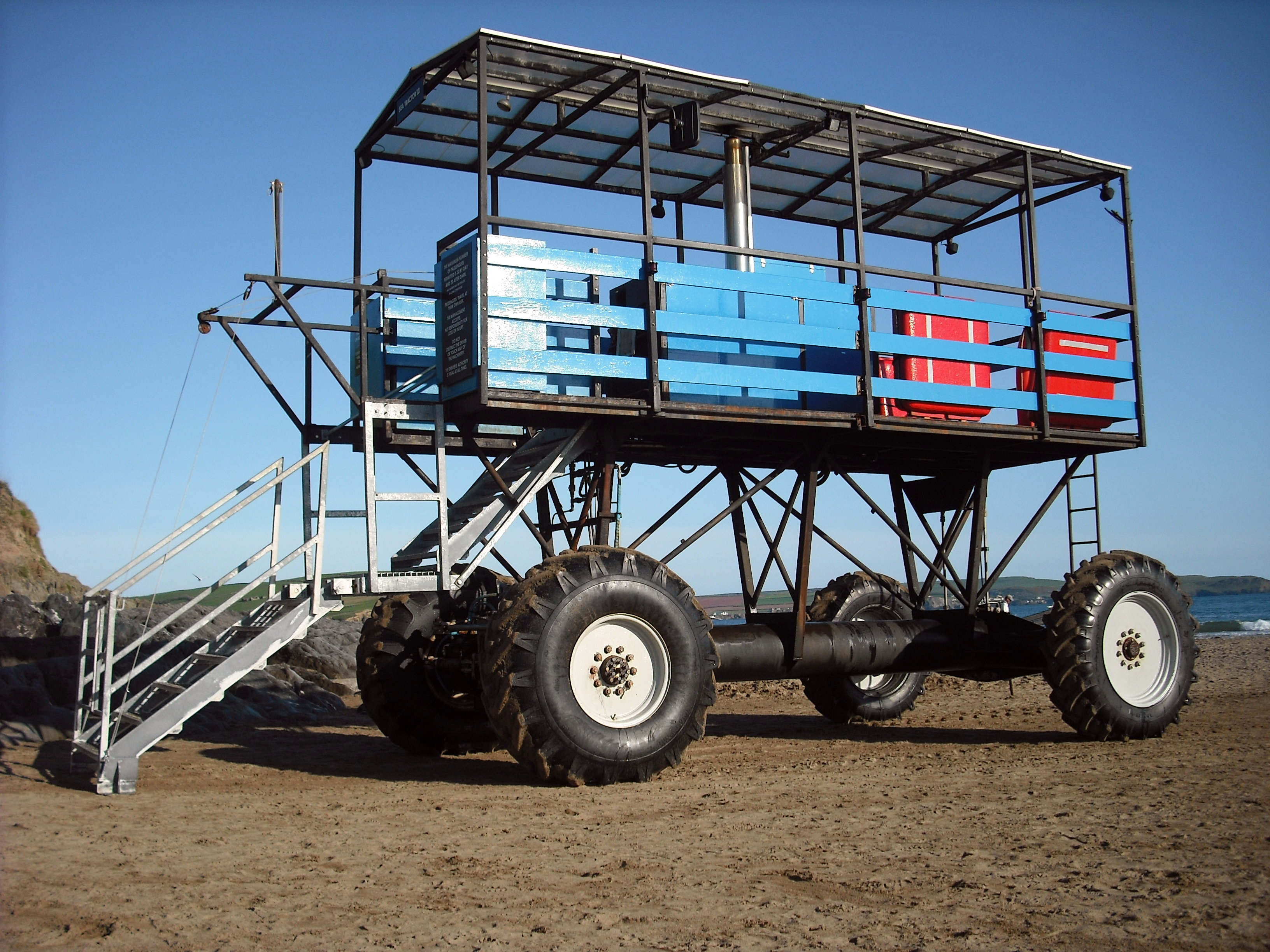
Der Sea Tractor

Die nur 200 Meter vom Festland entfernte Insel kann bei Niedrigwasser zu Fuß über eine Sandbank erreicht werden. Bei Flut ist Burgh Island gänzlich vom Festland abgeschnitten und vom Hotel aus wird ein Fährdienst mit dem Sea Tractor angeboten, eine Art hochbeiniges Strandmobil. Für normale Boote ist die Wassertiefe in der Bigbury Bay zu niedrig und so wurde 1926 von einem Ingenieur der erste Sea Tractor entworfen. Die ersten beiden Fortbewegungsmittel dieser Art waren Kettenfahrzeuge. Das aktuell dritte im Dienst befindliche Amphibienfahrzeug stammt aus dem Jahr 1969, wurde von einem Mr. Jackson entworfen und in Newton Abbot gebaut.
Der Sea Tractor ist wie ein Boot als maritimes Fahrzeug eingestuft, verfügt über entsprechende Positionslichter und erreicht eine Höchstgeschwindigkeit von fünf Knoten. Er bewegt sich mit seinen Rädern hydraulisch unter Wasser auf dem Sandboden fort, während Fahrer und Passagiere auf einer Plattform Platz nehmen und damit vor dem drei Meter tiefer liegenden Meer und der starken Strömung geschützt sind. Er wird vom Motor einer ehemaligen Erntemaschine angetrieben und bietet 35 Passagieren Platz. Nachts ist die Anzahl der Personen auf 20 begrenzt.
Ebenfalls wird für das Übersetzen der Hotelgäste bei günstigen Bedingungen ein Land Rover genutzt.

## The Pilchard Inn

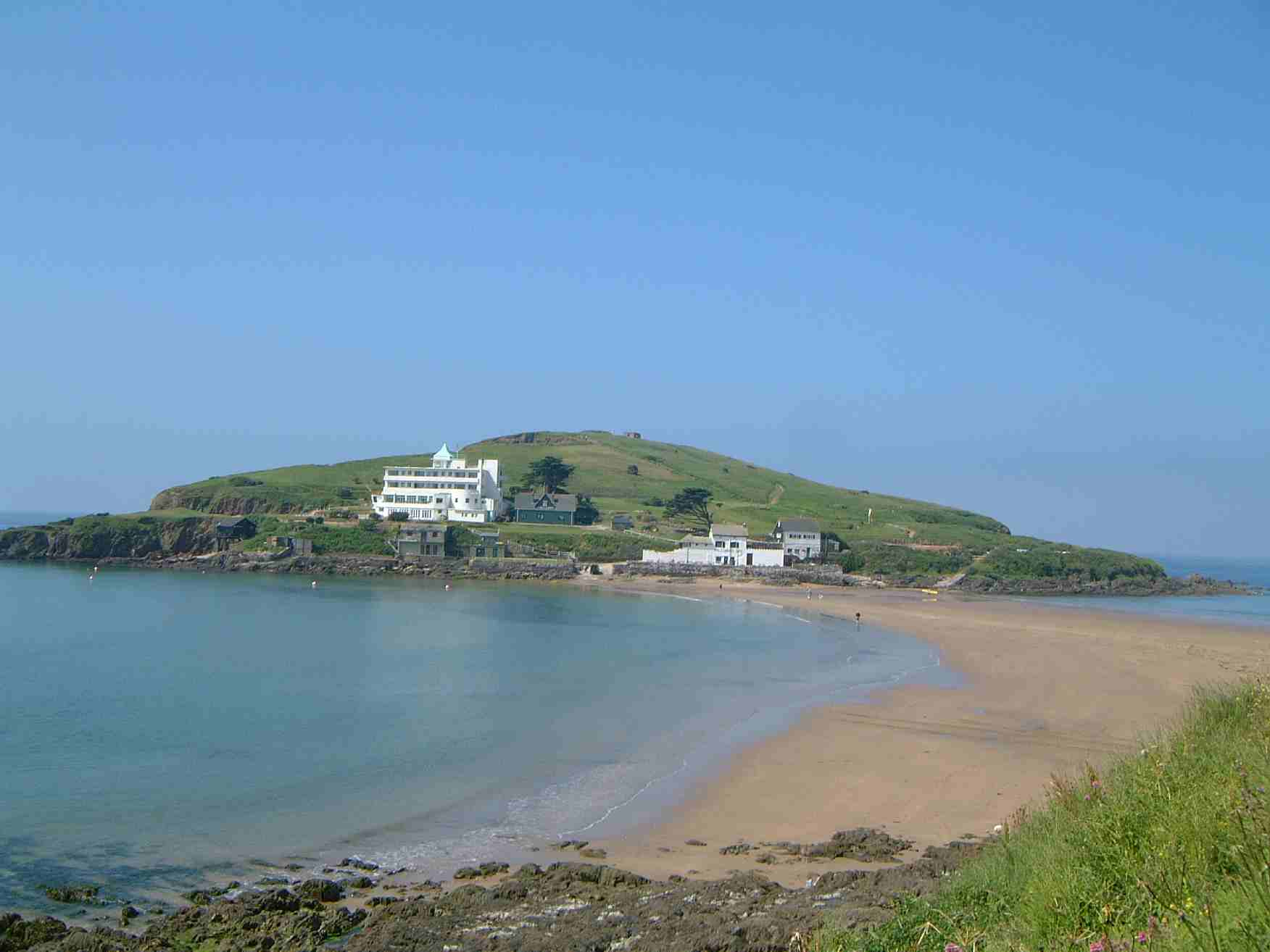
Burgh Island bei Ebbe mit dem Burgh Island Hotel (links) und dem Pilchard Inn

Die Gastwirtschaft The Pilchard Inn geht auf das Jahr 1336 zurück und gehört damit zu den ältesten Pubs Englands. Es war früher ein von Sardinenfischern (Sardine = engl. pilchard), Piraten und Schmugglern häufig besuchter Ort. Auch Strandräuber nutzten das Pub auf Burgh Island, an deren Klippen viele Schiffe havarierten, weswegen die Gegend auch als gutes Tauchgebiet gilt.

## Burgh Island Hotel

### Anfänge und Gründung des Hotels

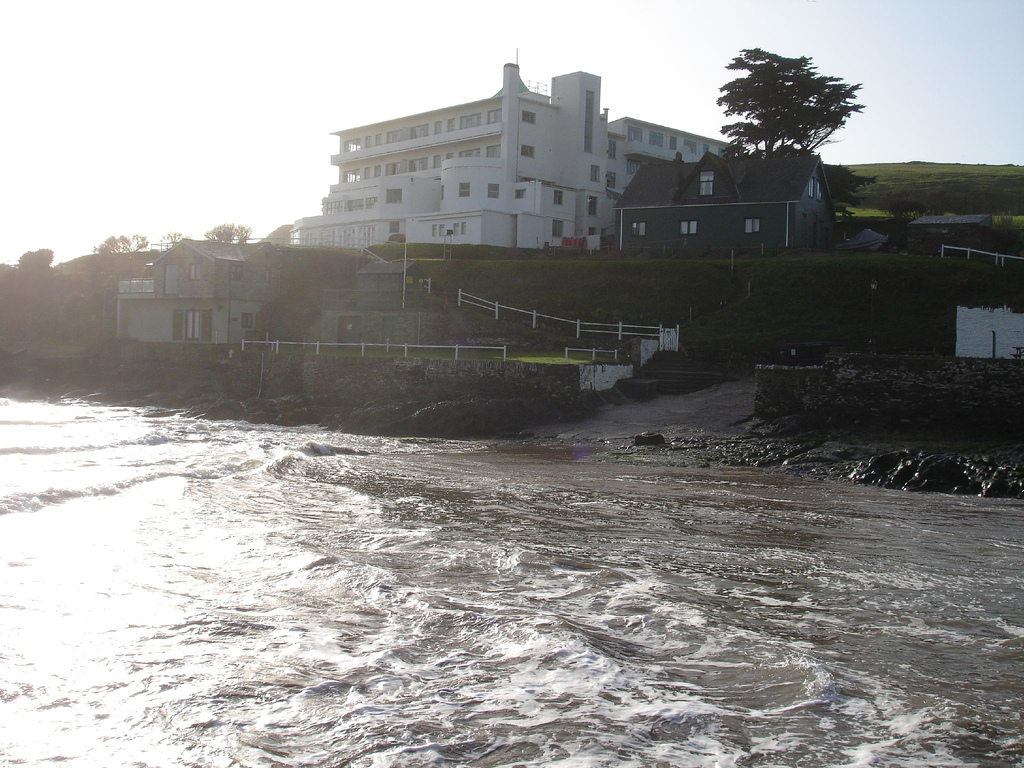
Blick auf die Vorderfront des Burgh Island Hotels

1895 baute der Sänger George Chirgwin das erste Hotel auf der Insel. Nach dem Ersten Weltkrieg musste dessen Witwe Rose es an Archibald Nettleford verkaufen, Mitbegründer des heutigen Automobil- und Raumfahrtkonzerns GKN. Der exzentrische Millionär, Uncle Archie genannt, behielt das dunkelgrüne Holzgebäude als Unterkunft für die Belegschaft und ließ nach Plänen Matthew Dawsons ein neues und größeres Gebäude im weißen Art-déco-Stil erbauen. Dabei ließ er sich vom Luxus der damaligen Passagierschiffe inspirieren und erwarb 1930 die Kapitänskajüte des 1821 erbauten Kriegssegelschiffs HMS Ganges, dem ausgemusterten Flaggschiff der Royal Navy, die er zum heute bekannten Ganges Room an das Gebäude anschließen ließ. Das „auf trockenem Land gestrandete Art-déco-Kreuzfahrtschiff“ nutzte Nettleford als Ferienresidenz für sich, seine Ehefrau, eine Opernsängerin, und Freunde aus dem Showbusiness. 1932 wurde das Gebäude von Paul Roseveare erweitert und im 1930er-Jahre-Stil umgebaut. 1933 wurde es als Hotel eröffnet. In den 1930er Jahren erlebte das Burgh Island Hotel auch seine Blütezeit und wurde Treffpunkt der britischen High Society. Zu dieser Zeit galt es als das elegantestes Hotel westlich des Londoner Ritz. Ausschweifende Partys wurden gegeben, so dass sich die Bigbury Parish News in einem Artikel aus dem Jahr 1936 über das „Verhalten von gewissen Hotelgästen“ beschwerte, die unbekleidet auf dem Gipfel der Insel picknickten.

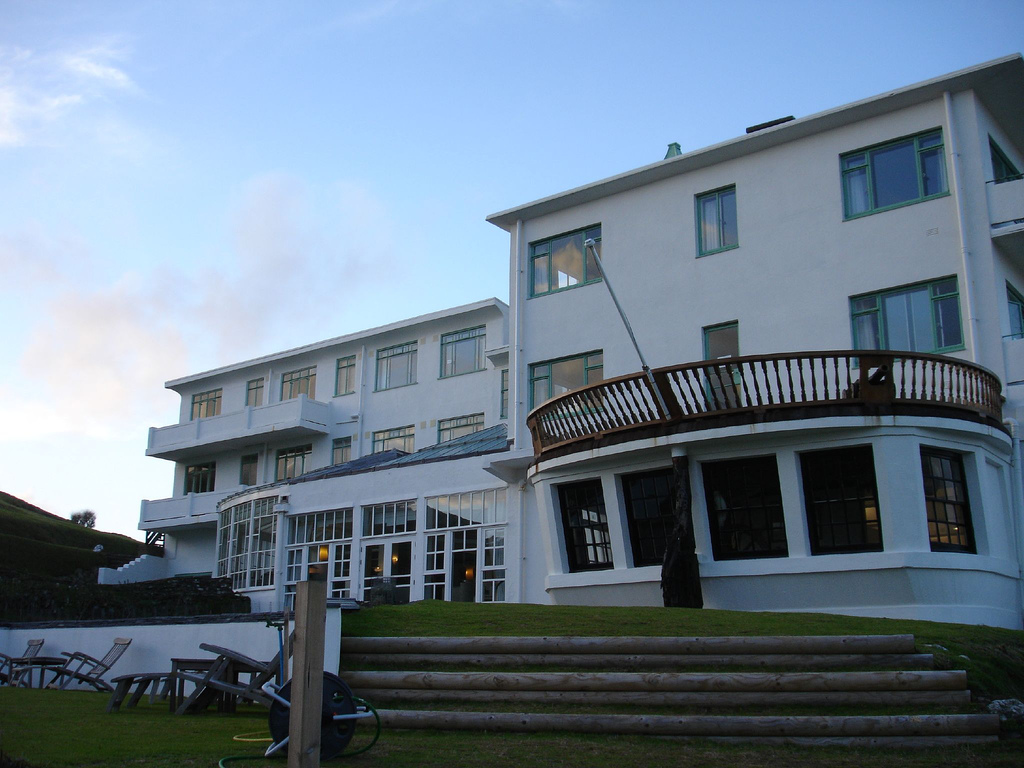
Blick auf die Rückansicht des Hotels mit dem „Ganges Room“

Während des Zweiten Weltkriegs war das Hotel gezwungen zu schließen, da man die Landung von deutschen Truppen an der Südküste Devons fürchtete. Die Verbindung zum Festland wurde unterbrochen und die Insel wurde als militärischer Stützpunkt genutzt. Die obersten beiden Stockwerke und ein Turm wurden während eines Luftangriffs im Mai 1942 durch die deutsche Luftwaffe zerstört. Obwohl repariert, wurde das Gebäude in der Nachkriegszeit in Ferienwohnungen für Selbstversorger aufgeteilt und verfiel. Die letzten Buchungen erfolgten im Jahr 1955.

### Verkauf und Instandsetzung
30 Jahre später, am 5. Dezember 1985, kauften Tony Porter, PR-Berater und Initiator der London Fashion Week, und seine Ehefrau Beatrice die ganze Insel dem Unternehmen Landstone Estates ab, bevor es über eine Auktion veräußert werden sollte. Die Porters gaben ihre Karrieren als Modedesigner auf und retteten das Hotel vor dem Verfall. Sie ließen es zwei Jahre lang für mehrere Millionen Pfund renovieren. So wurde die Glaskuppel der heutigen Peacock Bar im Palmengarten restauriert und man installierte eine Zentralheizung. Allein 50.000 Pfund entfielen auf das Verlegen der Stromversorgung und 60.000 Pfund für das Decken des undichten Daches. Die Porters vermieteten die Zimmer des Hotels zwei Jahre lang als Unterkünfte für Selbstverpfleger, ehe sie die Inneneinrichtung im Art-déco-Stil, die zerstört oder schwer beschädigt worden war, wiederhergestellt hatten.
Am 12. März 1988 wurde das Hotel mit der Aufführung einer Szene aus einem Noël-Coward-Stück, selbst einmal für drei Wochen Gast im Hotel, wiedereröffnet. Es verfügte nun über 14 Suiten, die mit Meerblick, jeweils eigenem Esszimmer und teilweise mit Balkonen ausgestattet waren. Zusätzlich gab es einen Billardraum, einen Tennisplatz, eine Sauna, einen Golfplatz und einem Helikopterlandeplatz. Obwohl das Hotel 1992 neunzig Prozent Auslastung in der Hauptsaison und um die 30 Prozent Bettenbelegung in der Wintersaison verzeichnete, wurde Burgh Island Mitte der 1990er Jahre von den Porters für 3 Mio. Pfund zum Verkauf angeboten. Tony Porter schrieb später ein Buch mit Anekdoten über die Sanierung und Führung des Hotels, das 2002 unter dem Titel The Great White Palace veröffentlicht wurde.

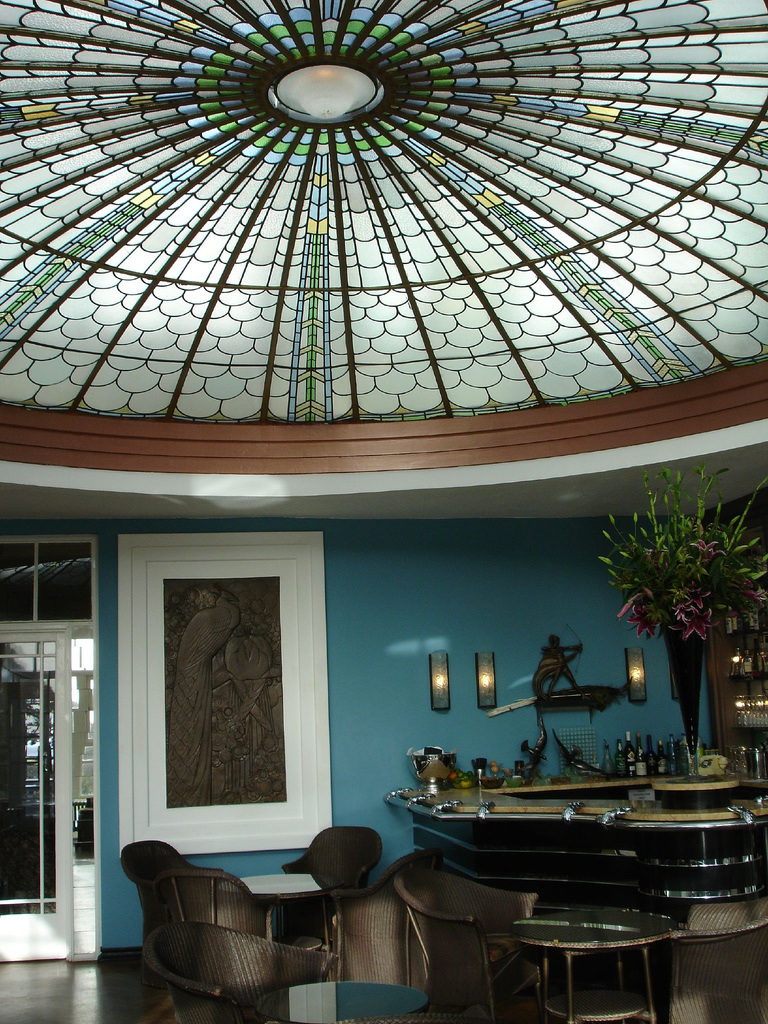
Die „Peacock Bar“

2001, sechs Jahre nachdem der Besitz zum Verkauf angeboten worden war, wurde die Insel an die Luftfahrt-Anwältin Deborah Clark und ihren Ehemann Tony Orchard, einen Vermögensberater, verkauft, die Monate zuvor in dem Hotel geheiratet hatten. Ein Jahr später wurde der Hotelkomplex durch einen 2,6 Mio. Pfund teuren Kredit der Bank of Scotland saniert und umgebaut, wobei der Art-déco-Stil beibehalten und nicht etwa durch moderne Annehmlichkeiten wie Fernsehgeräte oder Internetplätze ergänzt wurde. Die 14 Suiten wandelte man in 23 Hotelzimmer mit Originalmöbeln aus den 1930er Jahren um, teilweise benannt nach den berühmten Hotelgästen, die sie früher bewohnt hatten. Bleistiftzeichnungen, Gemälde, kleine Karten und Fotos rund um den Treppenaufgang erinnern an die Blütezeit des Hotels in den 1930er Jahren.
2004 belegte das Burgh Island Hotel in einer Liste des Independent der fünf schönsten Art-déco-Hotels weltweit Platz zwei hinter dem La Mamounia in Marrakesch. 2005 wurde die Peacock Bar vom Branchenmagazin Class für die Bar Awards 2005 nominiert. Im selben Jahr kam es zum Eklat, nachdem die Eigentümer der Insel Tagesausflüglern untersagt hatten, sich jenseits der ausgeschriebenen Wanderrouten zu bewegen. Dadurch war der höchste Aussichtspunkt der Insel nicht mehr zu erreichen und der größte Teil von Burgh Island mit seinen angelegten Landschaftsgärten und dem an der Felsküste gelegenen Natur-Schwimmbad, dem so genannten Mermaid Pool, fiel den Hotelgästen zu. Erst durch eine energisch geführte Kampagne von Ortsansässigen, dem Bigbury Parish Council und Mitglieder des Gemeinderats von Devon wurde die Insel Ende 2006 allgemein wieder tagsüber für den Publikumsverkehr freigegeben.

### Berühmte Gäste
Burgh Island wird vor allem mit der berühmten englischen Kriminalautorin Agatha Christie (1890–1976) in Verbindung gebracht, die mit dem Erbauer des Hotels befreundet war. Archie Nettleford gehörte das Londoner Comedy Theater, in dem Christies Whodunnits regelmäßig aufgeführt wurden. Christie stieg im Burgh Island Hotel ab, sammelte dort Ideen für ihre Romane und gab sich an der Küste dem Wellenreiten hin.
Die Insel diente ihr als Inspiration für eines ihrer bekanntesten Werke, Zehn kleine Negerlein (1939, heute auch unter dem Titel Und dann gabs keines mehr bekannt), und den Hercule-Poirot-Krimi Das Böse unter der Sonne (1941, auch unter dem Titel Rätsel um Arlena bekannt). Letztgenannter Roman wurde 2001 auf der Insel im Rahmen der britischen Fernsehserie Agatha Christie’s Poirot mit David Suchet als belgischer Meisterdetektiv verfilmt. Bereits 1987 hatte man für die britische Fernsehserie Miss Marple mit Joan Hickson als Titelheldin die Verfilmung des Romans Das Schicksal in Person in den Räumen des Hotels gedreht. 1965 wählte John Boorman für seinen Film Fangt uns, wenn ihr könnt! Burgh Island als Drehort.
Weitere bekannte Besucher des Burgh Island Hotels waren zur Zeit der 1930er Jahre der Dramatiker Noël Coward, der später abgedankte britische König Eduard VIII. und seine US-amerikanische Geliebte Wallis Simpson, der junge Louis Mountbatten, die Schriftstellerin Nancy Cunard, die Sänger Geraldo und George Formby, die Pilotin Amy Johnson und der Odeon-Kinokettenbetreiber Oscar Deutsch. Der britische Dansband-Vertreter und Klarinettist Harry Roy spielte mit seiner Band zum Charleston auf einer mit Flutlicht gespeisten Plattform in der Mitte des Felsenschwimmbads, während zur Zeit des Zweiten Weltkriegs auch Dwight D. Eisenhower und der britische Premier Winston Churchill im Rahmen der Vorbereitungen für die Landung der Alliierten in der Normandie im Hotel eingekehrt sein sollen. Zu den späteren Gästen gehörte auch der bekannte englische Balletttänzer Wayne Sleep, der eines Abends im großen Ballsaal sich zu einem improvisierten Tanz hinreißen ließ, der US-amerikanische Schauspieler Kirk Douglas und die englische Pop-Band The Beatles.

## Geistererscheinungen und Sagen

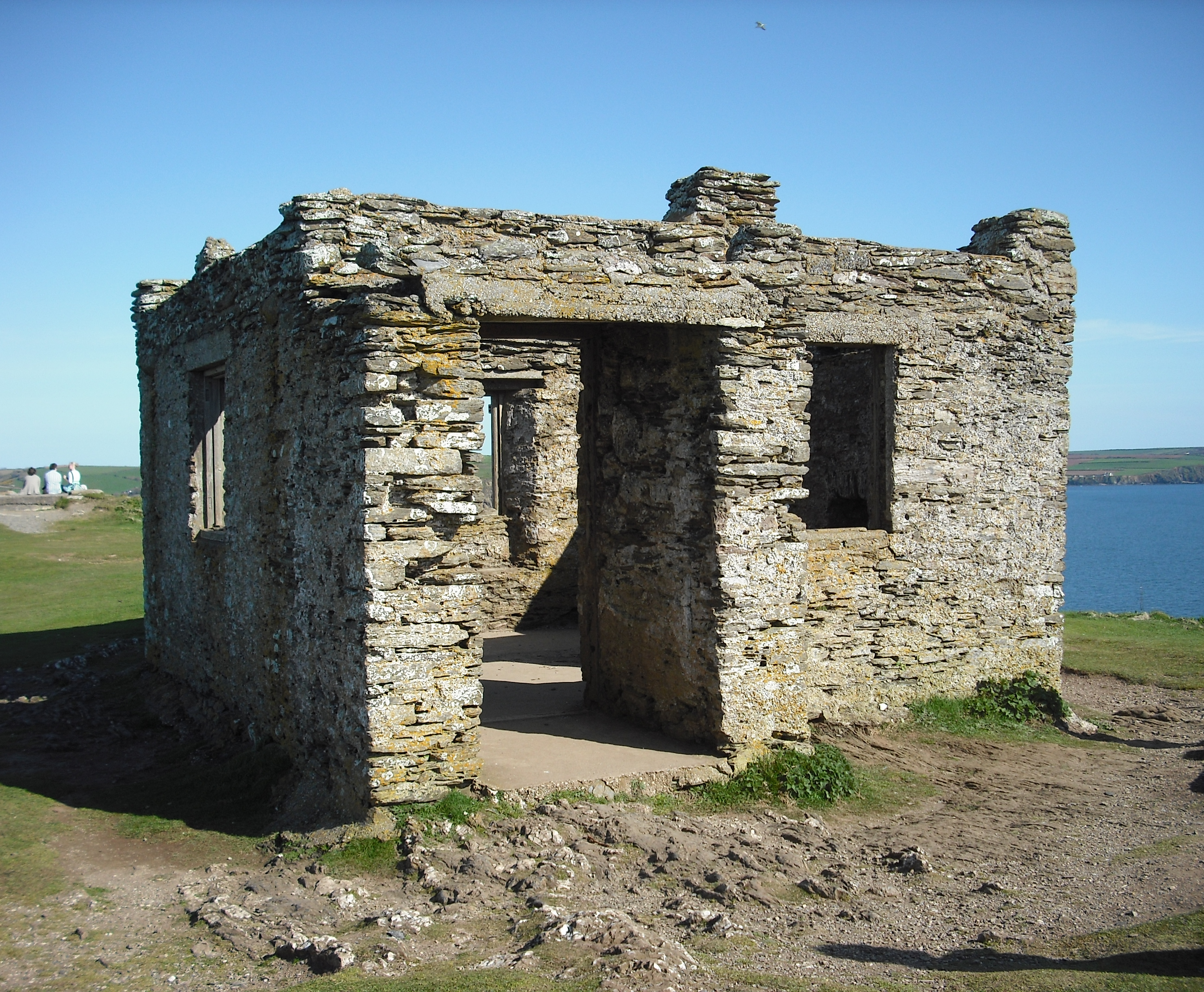
Ruine der mittelalterlichen Kapelle

Burgh Island soll über zwei Gespenster verfügen, einen Mönch, der in den Ruinen der mittelalterlichen Kapelle lebt, die einst auf dem Hügel der Insel stand und Tom Crocker, ein berüchtigter Pirat. Crocker nutzte die Insel als Hauptquartier und wurde durch einen Zollbeamten auf der Türstufe des Pilchard Inn erschossen (anderen Quellen zufolge wurde er 1395 vor Gericht gestellt und gehängt). Sein Geist wandert angeblich jedes Jahr während der dritten Augustwoche umher, während der örtlichen Feierlichkeiten, die zu seinen Ehren abgehalten werden.
Eines der bekanntesten Schiffe, das den Klippen der Insel zum Opfer fiel, war die Chanteloupe, die im September 1772 mit Rum, Zucker und Kaffee von den westindischen Inseln zurückkehrte. Der Sage nach soll ein junges ortsansässiges Mädchen eine reiche, mit Juwelen behangene Überlebende der Schiffskatastrophe gefunden haben, die verwirrt am Strand entlang wanderte. Sie erzählte davon ihren Eltern, die dem Mädchen rieten, die Angelegenheit auf sich beruhen zu lassen. Als die vornehme Dame eine Woche später tot aufgefunden wurde, hatte man ihr Ringfinger und Ohrläppchen abgeschnitten und ein Messer in den Bauch gerammt.

## Nicht aufgestellte Statue der Piratinnen Anne Bonny and Mary Read
2021 plante The Producers Live Ltd., auf den Klippen eine Statue der beiden Piratinnen Anne Bonny und Mary Read aus dem 18. Jahrhundert aufzustellen. Amanda Cotton hatte die 2,5 m hohe Figurengruppe, die auf den Execution Docks, London, bereits enthüllt wurde, entworfen. Nach einer einstimmigen Ablehnung des Plans durch das South Hams District Council wurde das Vorhaben jedoch zurückgezogen. Die Verantwortlichen hatten argumentiert, sie zögen ein Denkmal mit stärkerem lokalem Bezug vor, etwa eine Darstellung der Frau eines Fischers oder des Sardinenfangs. Die Piratinnen seien Verbrecherinnen gewesen und verdienten keine Ehrung.

## Weblinks

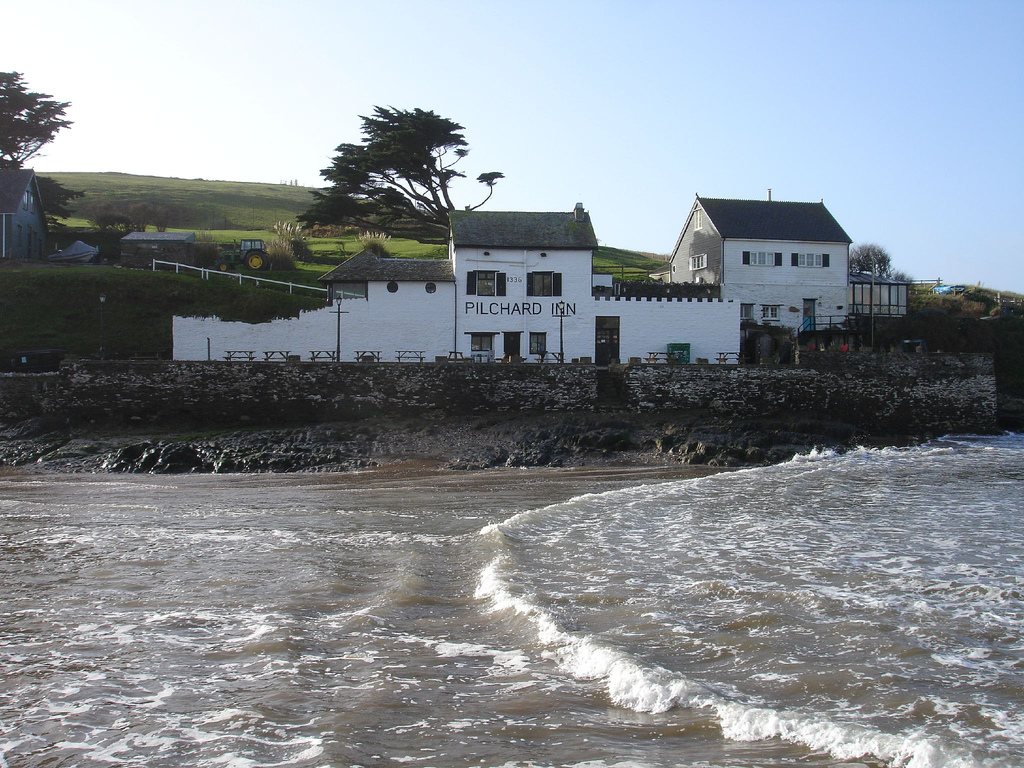
„The Pilchard Inn“
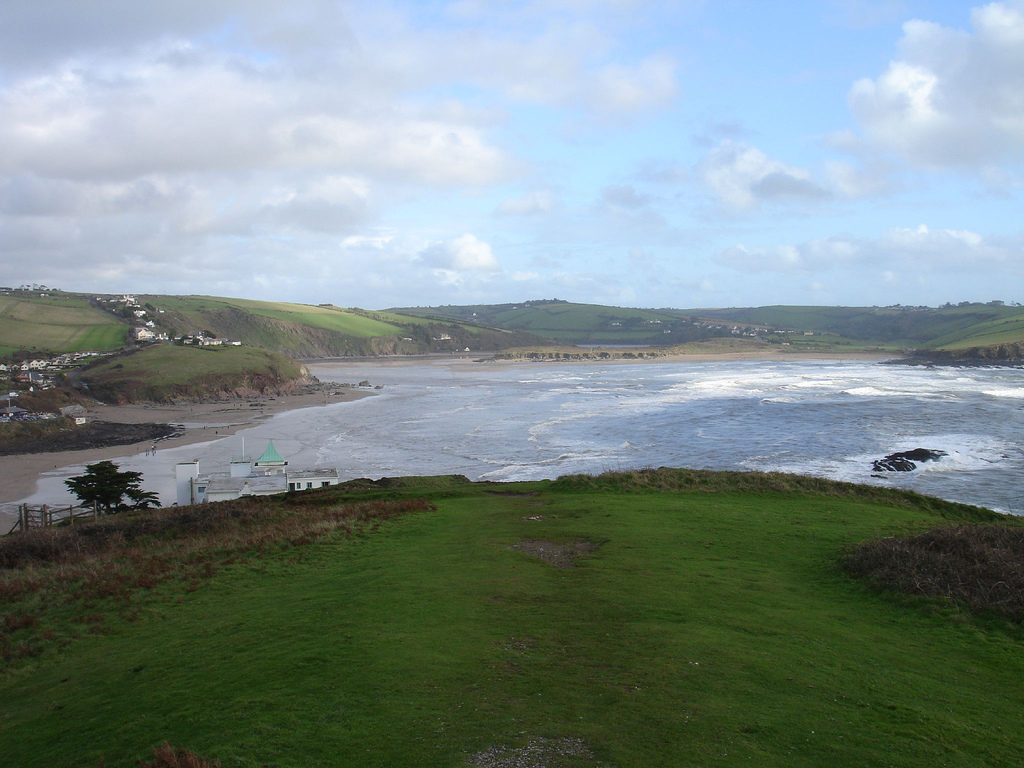
Panorama vom höchsten Punkt der Insel aus
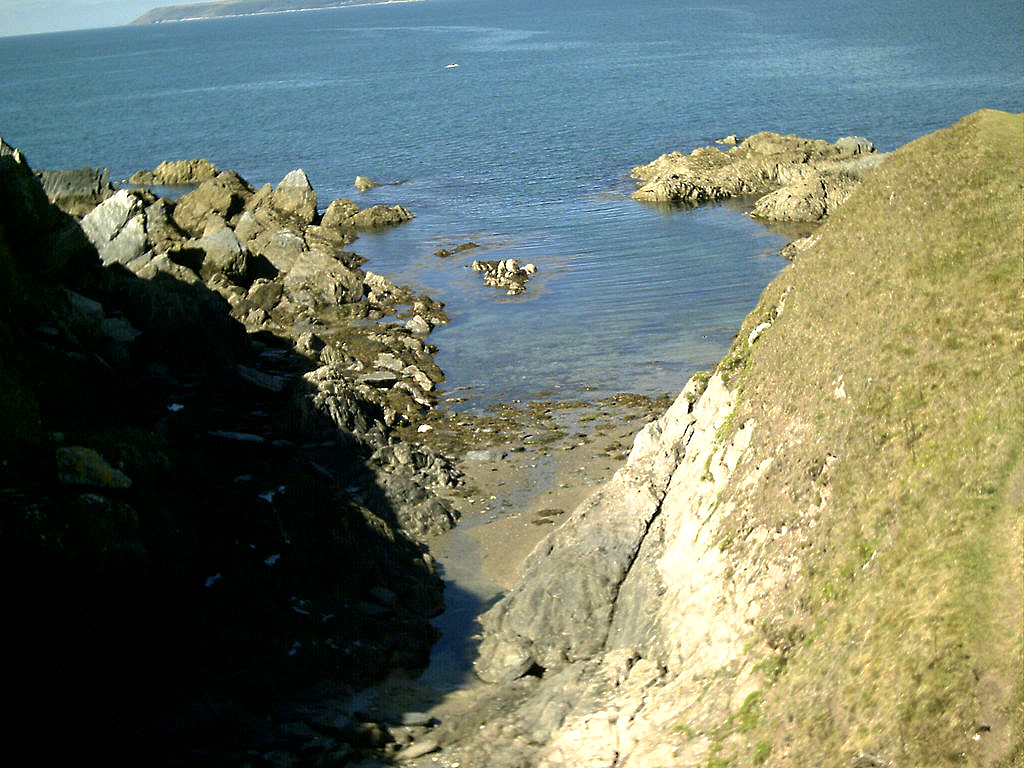
Felsbucht auf Burgh Island
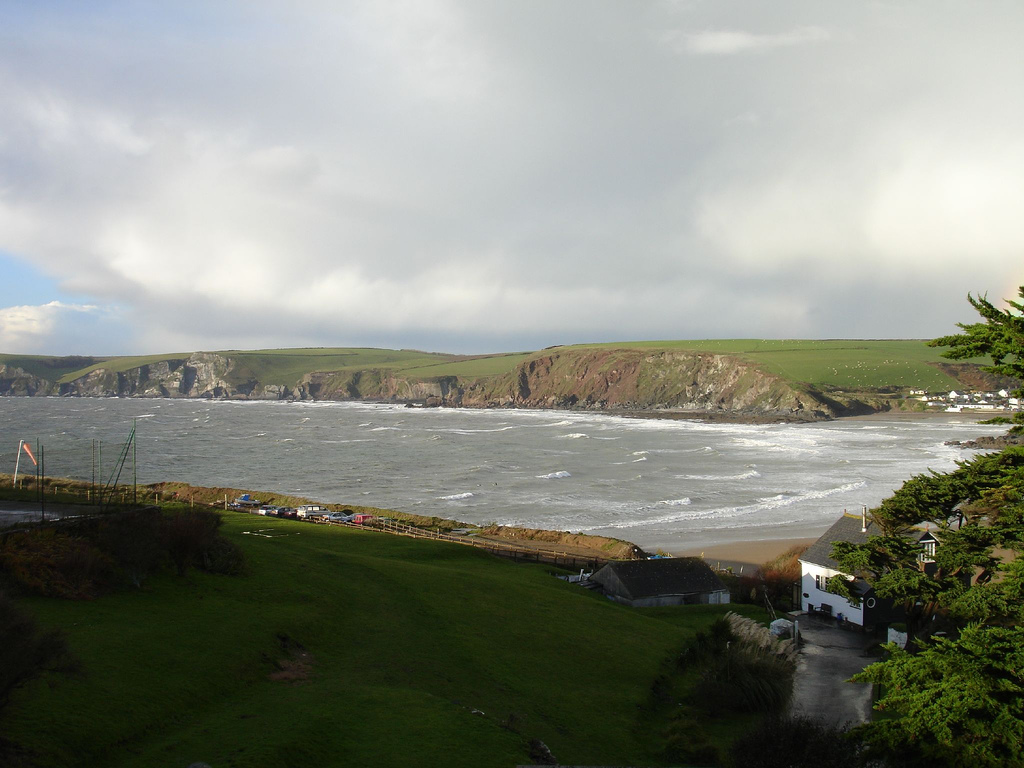
Blick aufs Meer